# Leptomysis gracilis
Leptomysis gracilis är en kräftdjursart som först beskrevs av Georg Ossian Sars 1864.  Leptomysis gracilis ingår i släktet Leptomysis och familjen Mysidae. Arten är reproducerande i Sverige. Inga underarter finns listade i Catalogue of Life.